# Кастро, Хуан (самбист)
Хуан Карлос Кастро Агилар (исп. Juan Carlos Castro Aguilar; род. 24 июня 1985) — венесуэльский самбист, бронзовый призёр чемпионата мира по самбо 2009 года, победитель (2007), серебряный (2007, 2010) и бронзовый (2014) призёр этапов Кубка мира по самбо, которые проходили в Венесуэле. Участвовал в чемпионате мира по самбо 2008 года в Санкт-Петербурге, где занял пятое место. Выступал в тяжёлой весовой категории (свыше 100 кг). Проживал в городе Маракай.